# Резанов, Михаил Кириллович
Михаи́л Кири́ллович Реза́нов (1865 — не ранее 1907) — крестьянин, депутат Государственной думы II созыва от Тамбовской губернии.

## Биография
Родился в деревне Зверяевка Тамбовского уезда Тамбовской губернии. Крестьянин села Нижне-Спасское того же уезда. Окончил начальную школу. Служил волостным старшиной Нижне-Спасской волости Тамбовского уезда. Владел домом. Занимался земледелием на собственном наделе земли. В момент выборов в Думу оставался беспартийным. 
Перед отъездом на работу в Думу получил наказ от крестьян д. Зверяевки «твёрдо стоять за наши насущные нужды, кои заключаются в следующем: мы как четверные подворные владельцы владеем землёй на правах собственности. У одного 25 десятин, у другого нет и одной. Внести это в законопроект», наказ также включал требования снижения косвенных налогов, введения всеобщего бесплатного обучения. 
11 февраля 1907 избран в Государственную думу II созыва от общего состава выборщиков Тамбовского губернского избирательного собрания. Вошёл в состав Трудовой группы и фракции Крестьянского союза. Состоял в думской Аграрной комиссии.
После роспуска Думы, согласно полицейскому протоколу от 26 июля 1907 года Михаил вместе с сообщниками занимался агитацией среди крестьян Нижне-Спасской волости, «возмущая их против власти», призывая к убийству землевладельцев и захвату их земель, к общему восстанию крестьян против правительства.
Дальнейшая судьба и дата смерти неизвестны.

### Рекомендуемые источники
- 3емцов Л. И. Крестьяне Центрального Черноземья в Государственной думе I созыва // Крестьяне и власть. — Тамбов, 1995.

### Архивы
- Российский государственный исторический архив. Фонд 1278. Опись 1 (2-й созыв). Дело 355; Дело 575. Лист 26.

## Комментарии
1. ↑  По другим данным родился в 1869 году[1].
2. ↑  В справочнике «Государственная дума Российской империи: 1906—1917»[1] статья о депутате Государственной думы II созыва от Томской губернии Я. А. Ревякине (с. 520) содержит сведения, относящиеся явно не к нему, в частности, там сказано, что он, «Волостной старшина Нижне-Спассовской волости Тамбовского у. <…> получил наказ от крестьян д. Зверяевки „твёрдо стоять за наши насущные нужды, кои заключаются в следующем: мы как четверные подворные владельцы владеем землёй на правах собственности. У одного 25 десятин, у другого нет и одной. Внести это в законопроект“, наказ также включал требования снижения косвенных налогов, введения всеобщего бесплатного обучения. <…> После роспуска Думы согласно полицейскому протоколу от 26.7.1907 занимался агитацией среди крестьян Нижне-Спассовской волости, „возмущая их против власти“, призывая к убийству землевладельцев и захвату земель, к общему восстанию крестьян против пр-ва». Однако эти сведения относятся к  следующему по списку депутатов М. К. Резанову, уроженцу с. Зверяевка, крестьянину села Нижне-Спасское Тамбовского уезда, депутату Государственной думы II созыва от Тамбовской губернии[2]